# ووادیسواف گومولکا
ووادیسواف گومولکا (به لهستانی: Władysław Gomułka) (زاده ۶ فوریه ۱۹۰۵ – درگذشته ۱ سپتامبر ۱۹۸۲) سیاست‌مدار، فعال کمونیست، و از اعضا و رهبران حزب کارگران متحد لهستان بود که از ۱۹۵۶ تا ۱۹۷۰ رهبری این حزب را بر عهده داشت.
او در ناحیه گالیسیا در یک خانواده پرولتری به دنیا آمد. وی در سنین نوجوانی و جوانی به‌عنوان یک لوله‌کش کار می‌کرد و از همان سنین وارد فعالیت‌های انقلابی و سندیکایی شد. وی به یکی از قربانیان سرکوب انقلابیون کمونیست در دوران دیکتاتوری یوزف پیلسودسکی تبدیل شد و سال‌های ۱۹۳۲ تا ۱۹۳۹ را در زندان گذراند. او پس از تهاجم آلمان به لهستان و آغاز جنگ جهانی دوم در سپتامبر ۱۹۳۹ از زندان آزاد شد.